# Горічева Каріна Хаважівна
Каріна Хаважівна Горічева (нар. 8 квітня 1993, Талдикорган, Казахстан) — казахська важкоатлетка, бронзова призерка Олімпійських ігор 2016 року.

## Результати
| Рік              | Місце                    | Вага             | Ривок            | Ривок            | Ривок            | Ривок            | Поштовх          | Поштовх          | Поштовх          | Поштовх          | Загалом          | Місце            |
| Рік              | Місце                    | Вага             | 1                | 2                | 3                | Місце            | 1                | 2                | 3                | Місце            | Загалом          | Місце            |
| Олімпійські ігри | Олімпійські ігри         | Олімпійські ігри | Олімпійські ігри | Олімпійські ігри | Олімпійські ігри | Олімпійські ігри | Олімпійські ігри | Олімпійські ігри | Олімпійські ігри | Олімпійські ігри | Олімпійські ігри | Олімпійські ігри |
| ---------------- | ------------------------ | ---------------- | ---------------- | ---------------- | ---------------- | ---------------- | ---------------- | ---------------- | ---------------- | ---------------- | ---------------- | ---------------- |
| 2016             | Ріо-де-Жанейро, Бразилія | до 63 кг         | 107              | 107              | 111              | 2                | 132              | 137              | 137              | 3                | 243              | 3                |
| Чемпіонат світу  |                          |                  |                  |                  |                  |                  |                  |                  |                  |                  |                  |                  |
| 2015             | Х'юстон, США             | до 63 кг         | 108              | 108              | 112              | 3                | 131              | 131              | 137              | 7                | 243              | 5                |
| 2014             | Алмати, Казахстан        | до 63 кг         | 103              | 108              | 113              | 1                | 128              | 128              | 133              | 7                | 246              | 6                |
| 2013             | Вроцлав, Польща          | до 63 кг         | 102              | 107              | 111              | 4                | 127              | 133              | 135              | 5                | 242              | 4                |